# Deliceto
Deliceto község (comune) Olaszország Puglia régiójában, Foggia megyében.

## Fekvése
Foggiától délnyugatra, a Dauniai-szubappenninek területén fekszik.

## Története
A település eredete az ókorra nyúlik vissza, a régészeti leletek alapján valószínűleg az oszkok alapították. Várát a longobárdok építették a 9. században a szaracén kalózok elleni védelem érdekében. Az ezt követő évszázadokban hűbéri birtok volt, önálló községgé a 19. század elején vált, amikor a Nápolyi Királyságban felszámolták a feudalizmust.

## Népessége
A lakosság számának alakulása:

## Főbb látnivalói
- a 9. századi vár romjai